# 傅珮
傅珮（1497年—1573年），字朝鳴，號虚巖，浙江杭州府仁和縣人，匠籍，明朝政治人物。

## 生平
嘉靖四年（1525年）乙酉科浙江鄉試第八十九名舉人。嘉靖十四年（1535年）中式乙未科會試第二十一名，登第三甲第五十三名進士。选授兴化县知县，在任三年，政績卓异，擢升兵科给事中，十八年從世宗巡幸承天府，因弹劾武定侯郭勋，忤旨奪職。穆宗继位，以荐晋秩太常寺少卿致仕。万历元年卒，享年七十七。

## 家族
曾祖傅延定；祖父傅得祥；父傅祺。母姚氏。慈侍下。兄傅璽、傅瓊。